# Porsche-Werk Gmünd
Das Porsche-Werk Gmünd in Gmünd in Kärnten war von 1944 bis 1950 Konstruktions- und Produktionsstätte des Automobilherstellers Porsche. Auf Anordnung von NS-Regierungsstellen verlegte Ferdinand Porsche im November 1944 den Sitz des Konstruktionsbüros von Stuttgart in das von Bombenangriffen weniger bedrohte Kärnten, wo es unter dem Namen Porsche-Konstruktionen-Ges.m.b.H. firmierte. Im Jahr 1948 wurde in Gmünd mit dem Porsche 356 Nr. 1 Roadster das erste Fahrzeug mit dem Namen Porsche hergestellt. 1950 kehrte das Unternehmen an den Firmensitz in Stuttgart-Zuffenhausen zurück und gab den Standort Gmünd im März 1951 schließlich auf.

## Geschichte
Der in Böhmen aufgewachsene Ferdinand Porsche hatte seine berufliche Laufbahn ab den 1890er Jahren in Wien begonnen und war 1923 nach Stuttgart übersiedelt. Im April 1931 gründete er dort ein eigenes Unternehmen, ein Ingenieurbüro, das für die Auto Union AG in den 1930er Jahren unter anderem die Auto-Union-Rennwagen konstruierte und an der Entwicklung des KdF-Wagens beteiligt war. Ab 1938 war Ferdinand Porsche Geschäftsführer der neu gegründeten Volkswagenwerk G.m.b.H., die den KdF-Wagen produzieren sollte, welcher allerdings nie ausgeliefert wurde. In den Jahren des Zweiten Weltkriegs entwickelte Porsche, seit 1939 Wehrwirtschaftsführer, auch die Panzer Ferdinand und Maus.

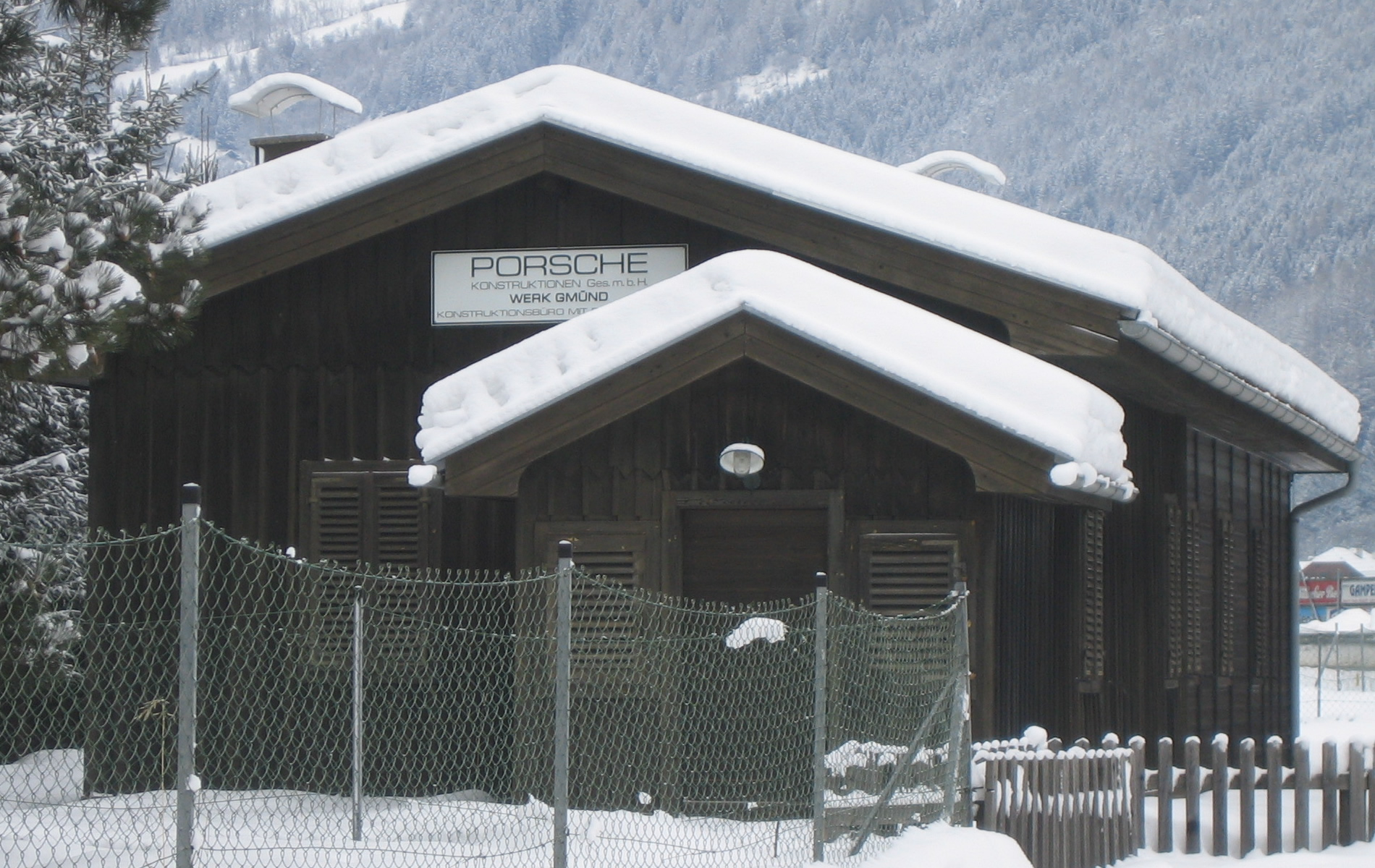
Konstruktionsbüro in Karnerau

Als Stuttgart Ziel amerikanischer Bombenangriffe wurde, forderte Reichsminister Albert Speer Porsche auf, sein Konstruktionsbüro in das weniger gefährdete Österreich zu verlegen. Das Rüstungskommando in Salzburg legte ihm eine Liste von in Frage kommenden Fabriken vor. Porsche wählte einen holzverarbeitenden Betrieb im Liesertal in Kärnten aus, um nicht allzu weit von Zell am See entfernt zu sein, wo er bereits das Familienanwesen Schüttgut besaß. Er kaufte im Sommer 1944 Gelände und Gebäude des Sägewerks in der kleinen Ortschaft Karnerau der Gemeinde Gmünd auf, wo die Porsche-Konstrukteure ab November, 490 Kilometer vom Firmensitz in Stuttgart entfernt, aber gut getarnt und sicher vor Bombenangriffen, weiterarbeiteten.
Ferdinand Porsche selbst zog sich im Januar 1945 nach Gmünd und Zell am See zurück. Von dort wurde er Ende 1945 unter einem Vorwand zusammen mit seinem Sohn Ferry Porsche und seinem Schwiegersohn und Werkstattleiter Anton Piëch nach Baden-Baden gebeten und dort von der französischen Besatzungsmacht verhaftet. Er musste 22 Monate in Gefängnissen verbringen, bis er 1947, bereits 72-jährig, entlassen wurde.

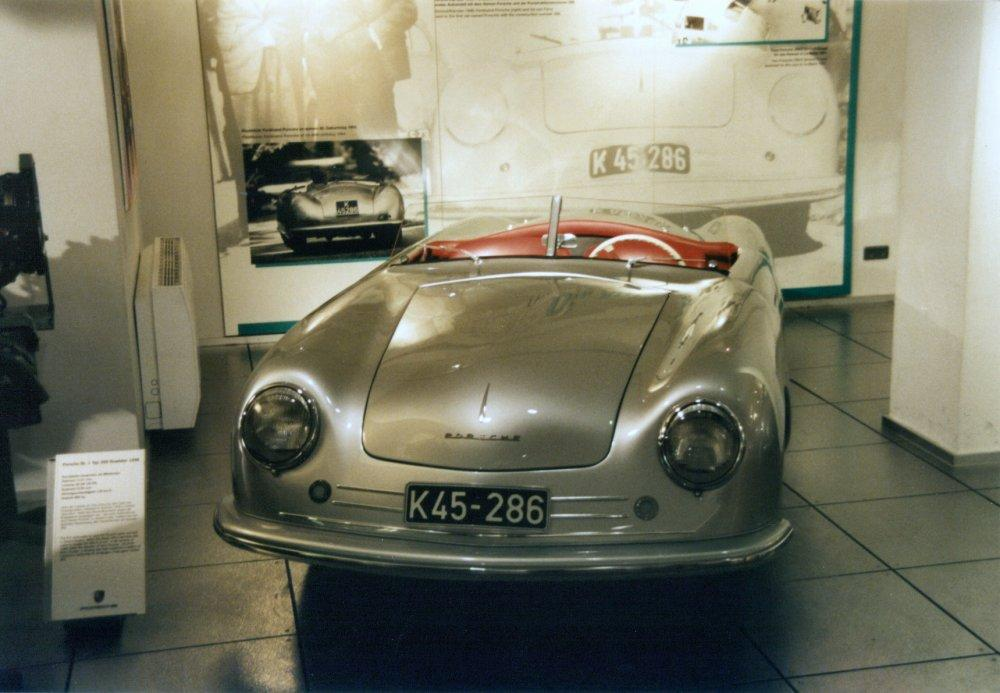
Der Porsche 356 Nr. 1 Roadster

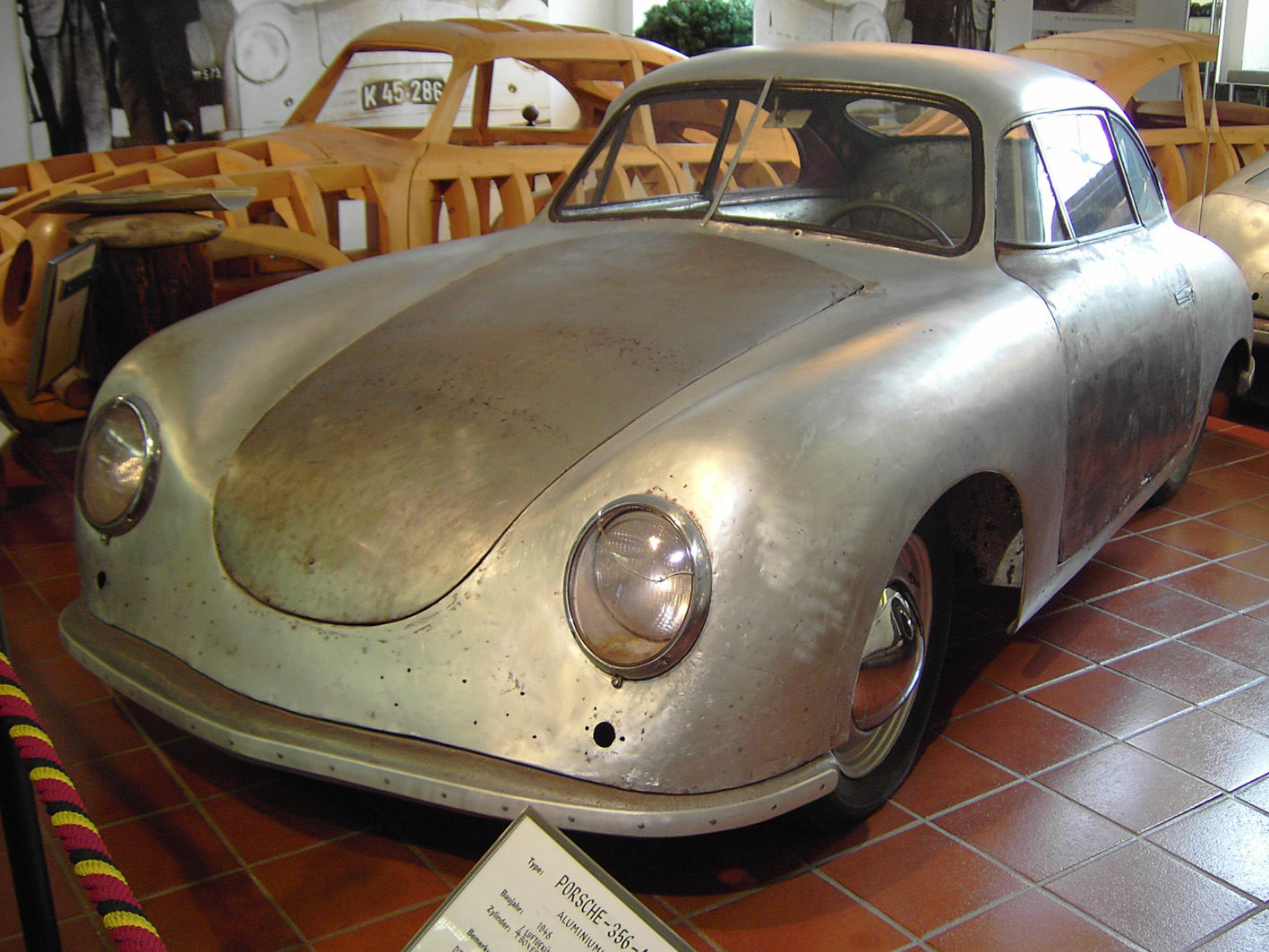
Unfertiger Porsche 356, im Hintergrund ein Holzmodell

Während der Haftzeit des Firmenpatriarchen übernahm dessen Sohn Ferry Porsche die Leitung des Unternehmens und entwickelte die Porsche-Konstruktion Nummer 356, die als Porsche 356 das erste Fahrzeug war, das 1948 unter dem Familiennamen auf den Markt kam. Die Zeichnungen für das erste Fahrzeug, den Porsche 356 Nr. 1 Roadster, wurden von Ferry Porsche persönlich angefertigt, und mit der Herstellung am 17. Juli 1947 begonnen; knapp ein Jahr später, am 8. Juni 1948 startete er zu seiner Jungfernfahrt.
Der 356er wurde teilweise aus Volkswagen-Teilen in Gmünd mit einfachen Mitteln hergestellt. Bis zu 300 Mitarbeiter stellten bis 1950 dort 44 Coupés und 8 Cabrios vom Typ 356 her, deren Karosserien bis auf die stählernen Stoßstangen aus Aluminium gefertigt wurden, das aus dem ab 1945 verbotenen Flugzeugbau stammte; für mehr als fünf Fahrzeuge pro Monat reichten die technischen Möglichkeiten nicht aus. Die meisten Wagen wurden unter anderem an einer 17 Kilometer entfernten, gewundenen Bergstrecke an der Katschberg-Nordseite sowie an der sich daran anschließenden Turracher Höhe getestet.

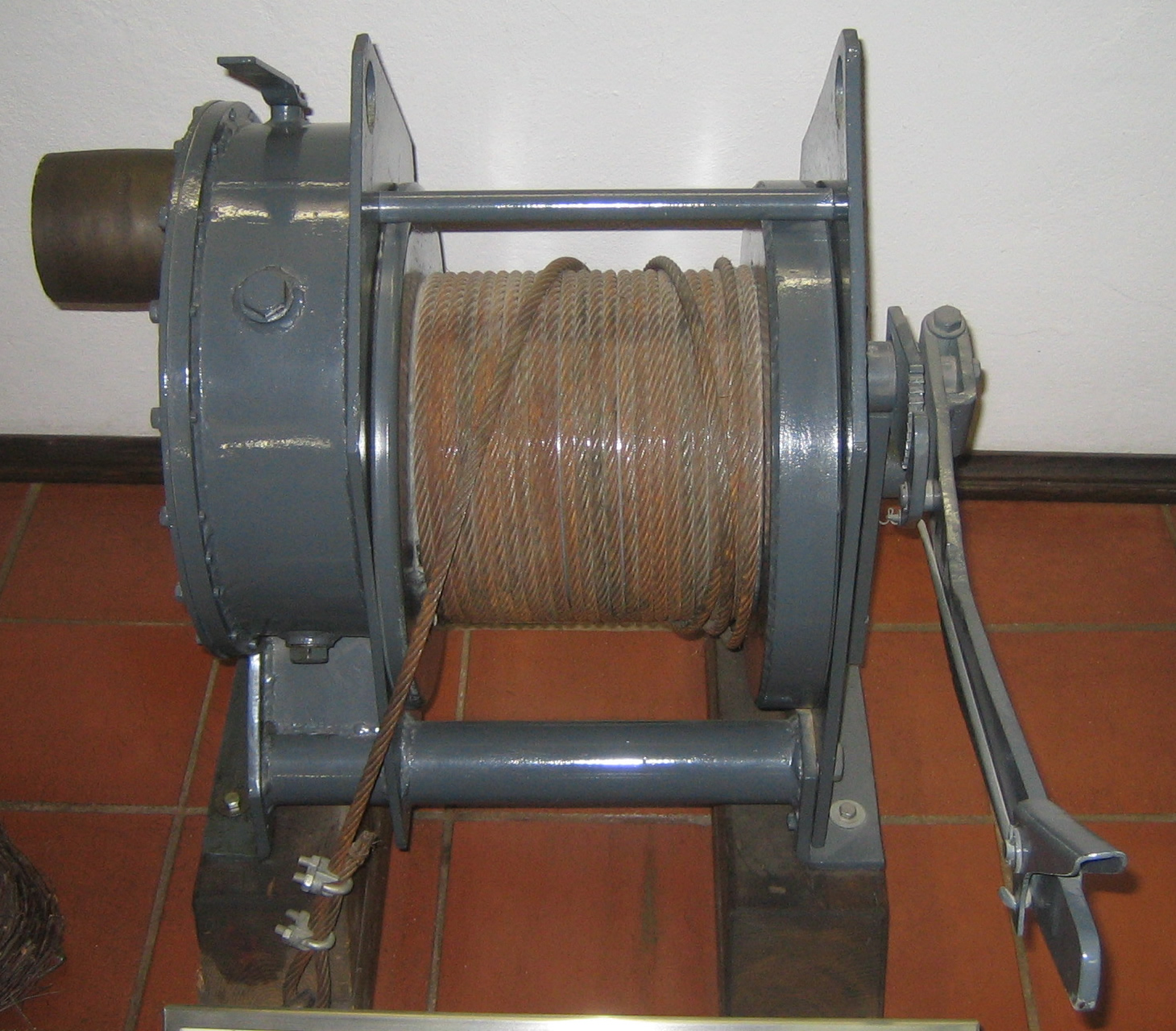
Porsche-Seilwinde

Im Gmünder Konstruktionsbüro entstanden außer den Zeichnungen für den Bau des Porsche 356 auch die Entwürfe für den allradgetriebenen Rennwagen Cisitalia Tipo 360 sowie die Porsche-Traktoren vom Typ 312 und 313, welche später als Basis für die in der schwäbischen Firma Allgaier nach dem „System Porsche“ hergestellten Schlepper dienten. Die Typbezeichnungen entsprachen der laufenden Nummerierung, die von Porsche allen Konstruktionen unabhängig von der jeweiligen Art des Produkts vergeben wurden. Das Porsche-Werk Gmünd nahm auch Aufträge für die Konstruktion und Herstellung von Seilwinden und Durchströmturbinen für den Einsatz in der Landwirtschaft sowie für Skilifte an; von der Autoproduktion allein konnte die kleine Firma zu dieser Zeit noch nicht existieren.
Im März 1951 gab Porsche die Automontage in Gmünd auf und produzierte wieder in Stuttgart-Zuffenhausen. In Salzburg entstand ein Betrieb, aus der später die österreichische Porsche Holding hervorging und in Dellach am Wörthersee ein Konstruktionsbüro. In Gmünd hinterließ Porsche die Werksgebäude sowie einige Holz-Wohnhäuser, die für die teilweise aus Stuttgart nach Gmünd übersiedelten Konstrukteure auf dem Werksgelände errichtet worden waren. Die Gebäude wurden im Lauf der Jahre größtenteils abgerissen, das ehemalige Konstruktionsgebäude wurde jedoch 1986 aufwendig renoviert. Nach dem Tod des Firmengründers wurde der Park am Schloss Lodron in Gmünd nach ihm benannt und eine Bronzebüste Ferdinand Porsches aufgestellt.

## Das Porsche Automuseum Gmünd

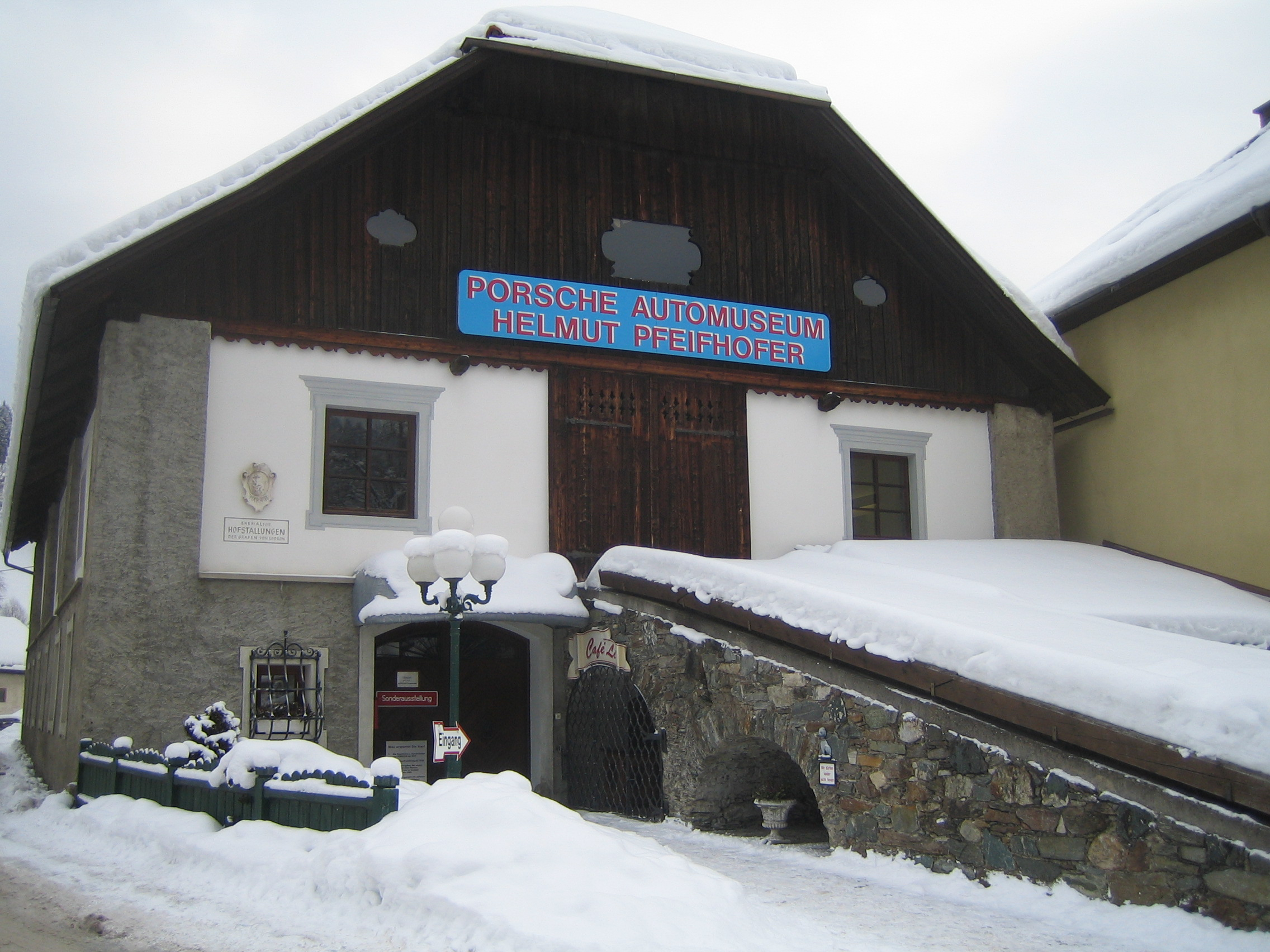
Porsche Automuseum

Das Porsche Automuseum Gmünd ist ein von Helmut Pfeifhofer 1982 eröffnetes privates Museum, das bis heute als Familienbetrieb („Pfeifhofer GmbH“) geführt wird. Es ist in einem Gebäude des Marhofs, der ehemaligen Hofstallungen der Grafen von Lodron, nahe dem Gmünder Ortskern untergebracht und zeigt auf zwei Etagen Exponate aus der Konstruktionsgeschichte des Automobilherstellers. Anders als das Porsche-Museum auf dem Werksgelände in Stuttgart-Zuffenhausen ist das Gmünder Automuseum ein rein privat finanziertes Unternehmen, das jährlich etwa 60.000 Besucher zählt.
In einem Archivraum werden auf Schautafeln Informationen zur Firmen- und Fahrzeuggeschichte präsentiert sowie ein dokumentarischer Videofilm vorgeführt. Etliche der Exponate werden vom Museumsgründer Helmut Pfeifhofer auf Ausfahrten regelmäßig bewegt. Der Sohn, Christoph Pfeifhofer, beteiligt sich mit in der Museumswerkstatt präparierten Wagen an historischen Rennveranstaltungen, in der Saison 2005 mit einem 911 3.0 RS.
Ausgestellt sind unter anderem
- ein Pkw Steyr 30 (Typ 45, Bj. 1932), eine Konstruktion Ferdinand Porsches für die Steyr-Werke AG (vorgestellt 1930, Baujahre 1932–1933)
- ein VW Typ 82 Kübelwagen
- ein  Porsche 597 Jagdwagen
- rekonstruierte Holzmodelle der Typen Porsche 356 und Spyder, wie sie ab 1948 für das Formen der Karosseriebleche verwendet wurden
- mehrere Modelle der Porsche 356 und der Porsche 911-Reihe
- ein Porsche 962 Coupé
- verschiedene Rallye- (z. B. 910/S Bergspyder) und Formel-Rennwagen (z. B. Formel Super V) aus der Porsche-Produktion

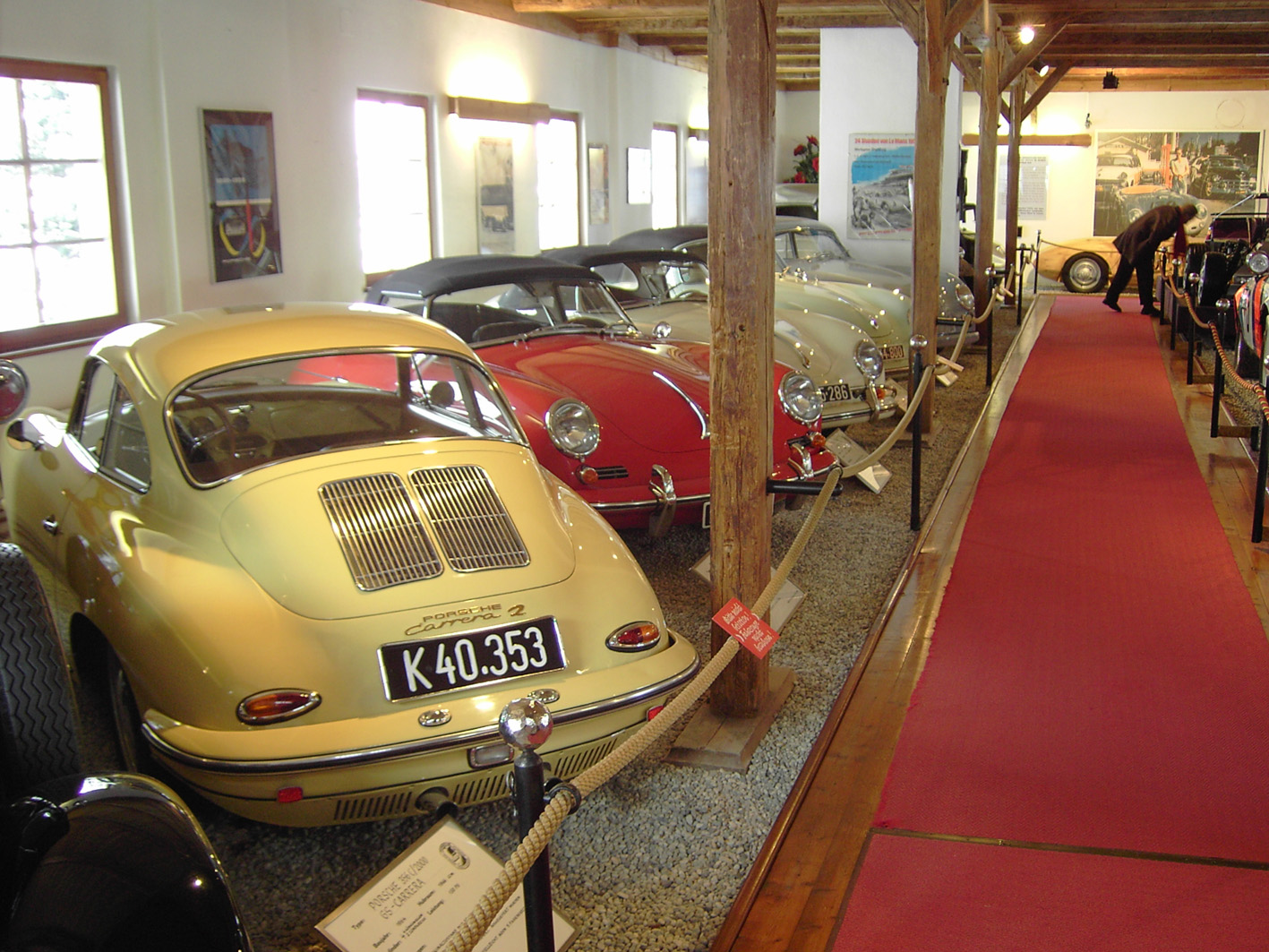
Ausstellungsraum des Porsche Museums
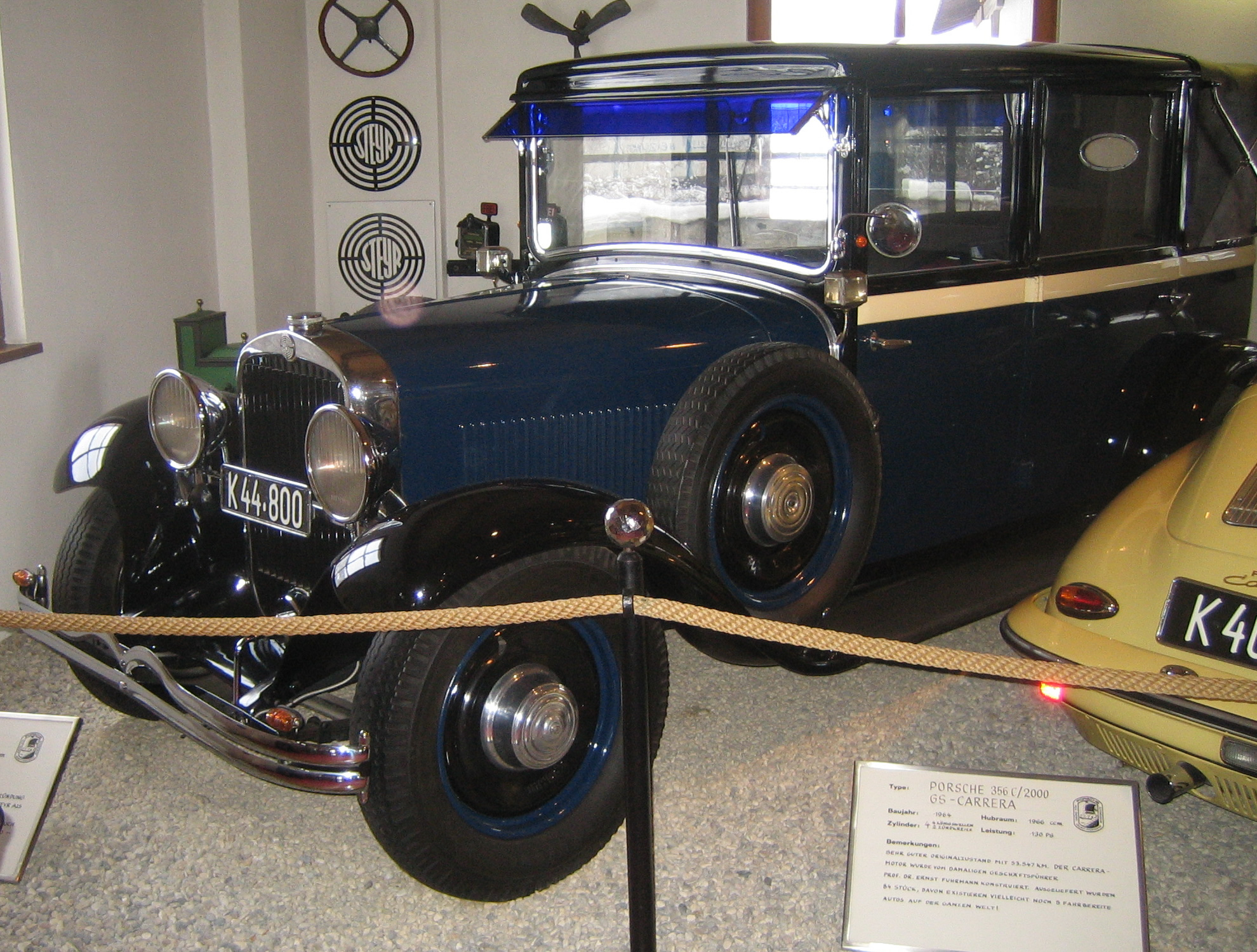
Steyr 30, Baujahr 1932
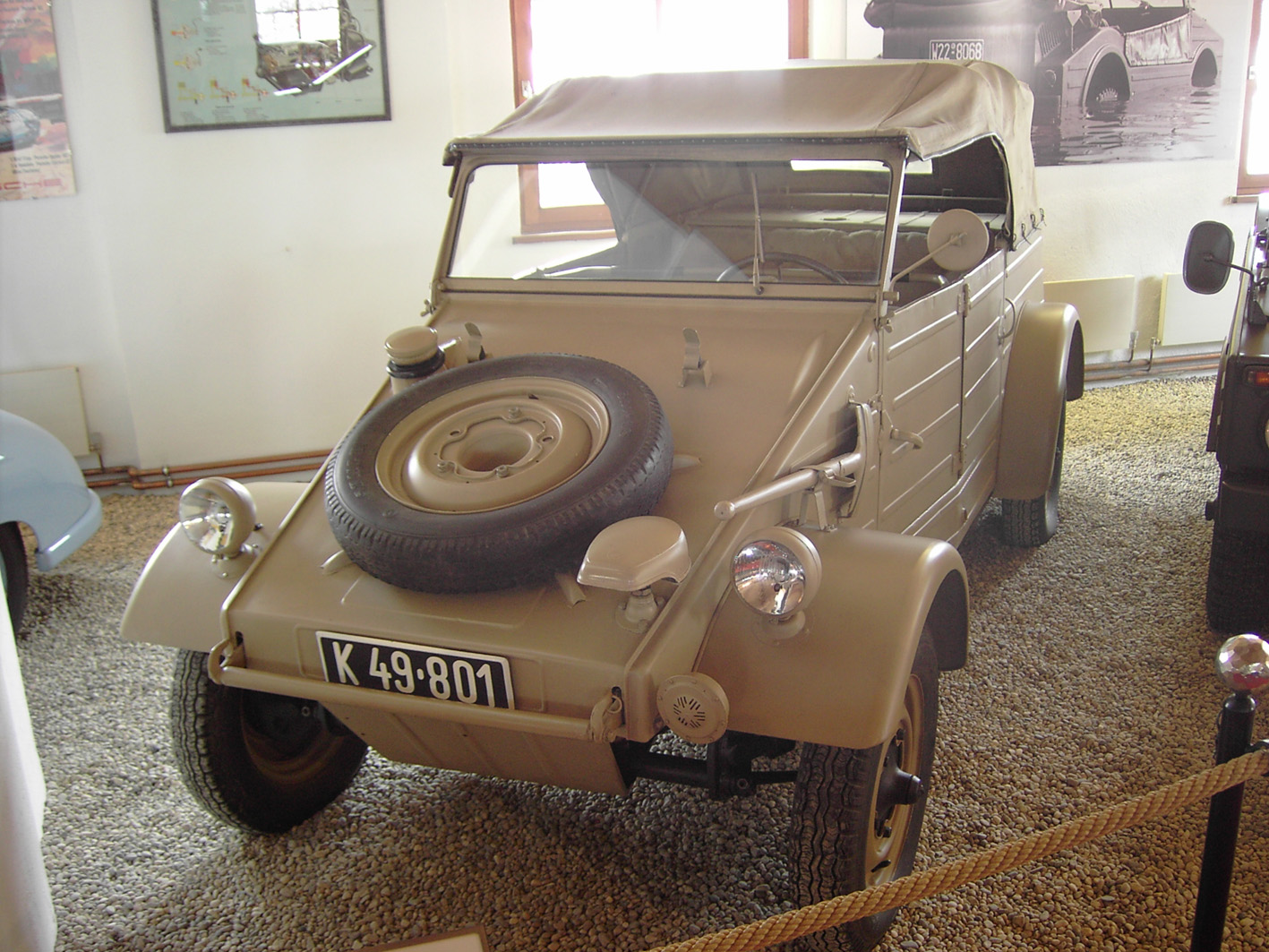
VW Kübelwagen Typ 82
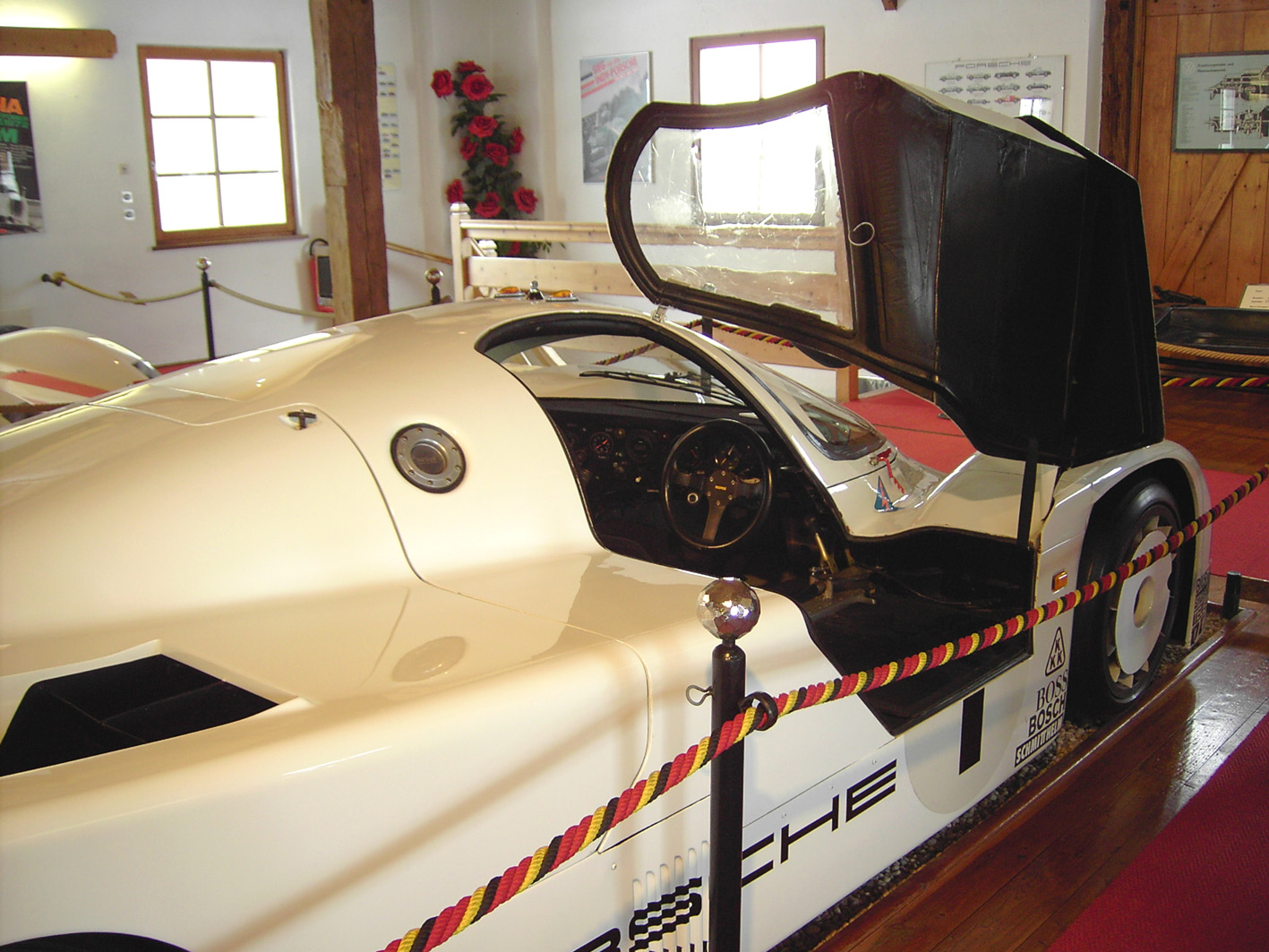
Porsche 962 Imsa Coupé von Mario Andretti